# グレゴール・ガレスピー
グレゴール・ガレスピー（Gregor Gillespie、1987年3月18日 - ）は、アメリカの男性総合格闘家。ニューヨーク州ウェブスター出身。ロングアイランドMMA/ベルモア・キックボクシング・アカデミー所属。グレゴール・ギレスピーとも表記される。

## 来歴
ニューヨーク州ウェブスターでアメリカ人の父親とドイツ人の母親との間に生まれる。幼少期からレスリングを経験し、高校時代はニューヨーク州王者に2度輝き、238勝11敗の戦績を残した。
高校卒業後はエディンボロ大学に進学し、レスリングのNCAAディビジョン1で2007年に王者となり、オールアメリカンにも4度選出された。大学時代の勝率は9割を超え学校記録を作った。
2011年から総合格闘技のトレーニングを始めるが、怪我や病気が重なりプロデビューは2014年となった。

### UFC
2016年9月24日、UFC初参戦となったUFC Fight Night: Cyborg vs. Lansbergでグライコ・フランサと対戦し、3-0の判定勝ち。
2017年4月8日、UFC 210でとアンドリュー・ホルブルックと対戦。左フックでダウンを奪いパウンドで開始21秒のKO勝ち。パフォーマンス・オブ・ザ・ナイトを受賞した。
2017年9月16日、UFC Fight Night: Rockhold vs. Branchでジェイソン・ゴンザレスと対戦し、肩固めで2R一本勝ち。ファイト・オブ・ザ・ナイトを受賞した。
2018年6月1日、UFC Fight Night: Rivera vs. Moraesでヴィンス・ピシェルと対戦し、肩固めで2R一本勝ち。パフォーマンス・オブ・ザ・ナイトを受賞した。
2019年11月2日、UFC 244でライト級ランキング10位のケビン・リーと対戦し、左ハイキックで1RKO負け。キャリア14戦目にして初黒星を喫した。
2021年5月7日、約1年半ぶりの復帰戦となったUFC on ESPN: Rodriguez vs. Watersonでライト級ランキング12位のディエゴ・フェレイラと対戦。激しいスクランブル合戦を繰り広げ、2RにバックマウントからのパウンドでTKO勝ち。ファイト・オブ・ザ・ナイトを受賞した。なお、この試合はフェレイラが4.5ポンドの体重超過をしたため、ファイトマネーの30%をガレスピーに譲渡する条件で行われた。

## 戦績
| 総合格闘技 戦績 | 総合格闘技 戦績 | 総合格闘技 戦績 | 総合格闘技 戦績 | 総合格闘技 戦績 | 総合格闘技 戦績 | 総合格闘技 戦績 |
| --------------- | --------------- | --------------- | --------------- | --------------- | --------------- | --------------- |
| 15 試合         | (T)KO           | 一本            | 判定            | その他          | 引き分け        | 無効試合        |
| 14 勝           | 7               | 5               | 2               | 0               | 0               | 0               |
| 1 敗            | 1               | 0               | 0               | 0               | 0               | 0               |

| 勝敗 | 対戦相手                   | 試合結果                        | 大会名                                              | 開催年月日    |
| ○    | ディエゴ・フェレイラ       | 2R 4:51 TKO（パウンド）         | UFC on ESPN 24: Rodriguez vs. Waterson              | 2021年5月8日  |
| ×    | ケビン・リー               | 1R 2:47 KO（左ハイキック）      | UFC 244: Masvidal vs. Diaz                          | 2019年11月2日 |
| ○    | ヤンシー・メデイロス       | 2R 4:59 TKO（パウンド）         | UFC Fight Night: Cejudo vs. Dillashaw               | 2019年1月19日 |
| ○    | ヴィンス・ピシェル         | 2R 4:06 肩固め                  | UFC Fight Night: Rivera vs. Moraes                  | 2018年6月1日  |
| ○    | ジョーダン・リナルディ     | 1R 4:46 TKO（パウンド）         | UFC on FOX 27: Jacare vs. Brunson 2                 | 2018年1月27日 |
| ○    | ジェイソン・ゴンザレス     | 2R 2:11 肩固め                  | UFC Fight Night: Rockhold vs. Branch                | 2017年9月16日 |
| ○    | アンドリュー・ホルブルック | 1R 0:21 KO（左フック→パウンド） | UFC 210: Cormier vs. Johnson 2                      | 2017年4月8日  |
| ○    | グライコ・フランサ         | 5分3R終了 判定3-0               | UFC Fight Night: Cyborg vs. Lansberg                | 2016年9月24日 |
| ○    | シドニー・アウトロー       | 5分3R終了 判定3-0               | Ring of Combat 55 【ROC地域ライト級タイトルマッチ】 | 2016年6月4日  |
| ○    | ジョゼ・マリスカル         | 1R 4:09 TKO (マウントパンチ)    | Ring of Combat 54 【ROC地域ライト級タイトルマッチ】 | 2016年3月5日  |
| ○    | ジョージ・シェパード       | 1R 3:45 肩固め                  | Ring of Combat 51 【ROC地域ライト級タイトルマッチ】 | 2016年6月6日  |
| ○    | ジャスティン・スチュワート | 1R 2:51 TKO（パンチ連打）       | Ring of Combat 50 【ROC地域ライト級王座決定戦】     | 2015年1月24日 |
| ○    | ジャスティン・ハリントン   | 1R 3:21 肩固め                  | Ring of Combat 49                                   | 2014年9月20日 |
| ○    | ブランドン・プライスト     | 2R 2:37 リアネイキドチョーク    | Ring of Combat 48                                   | 2014年5月17日 |
| ○    | ケニー・ゴードロウ         | 1R 1:48 TKO（パンチ連打）       | Ring of Combat 47                                   | 2014年1月25日 |

## 獲得タイトル
- レスリング NCAAディビジョン1 王者（2007年）[3]
- 第2代ROC地域ライト級王座（2015年）[4]

## 表彰
- レスリング NCAAディビジョン1 オールアメリカン（2006年、2007年、2008年、2009年）
- UFC ファイト・オブ・ザ・ナイト（2回）
- UFC パフォーマンス・オブ・ザ・ナイト（2回）[1]